# Michael A. Nelson

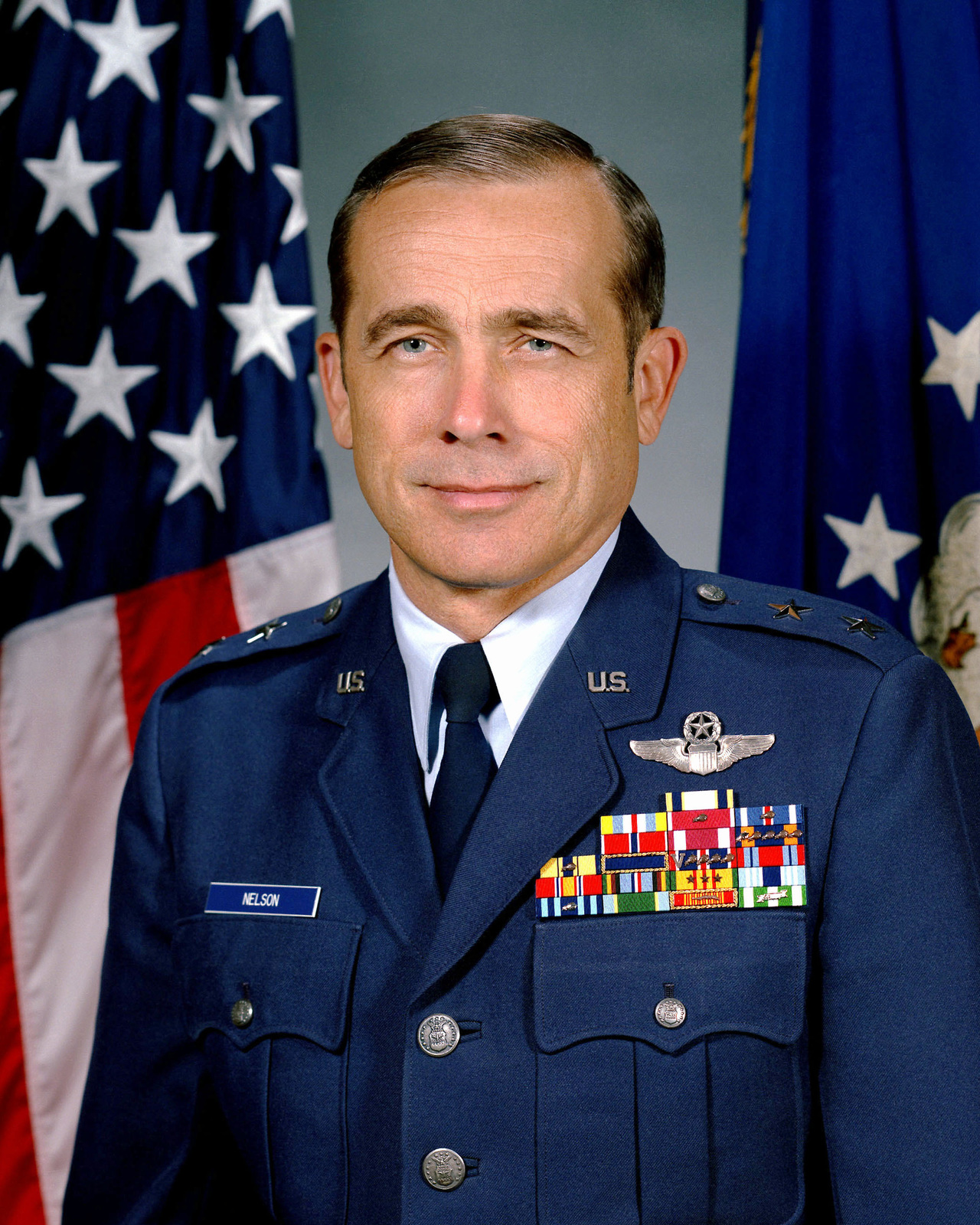
Michael A. Nelson zu seiner Zeit als Generalmajor

Michael A. Nelson (* 8. Oktober 1937 in East Los Angeles, Kalifornien; † 8. Oktober 2024 in Virginia) war ein Generalleutnant der United States Air Force. Er war unter anderem Kommandeur der 13. (Thirteenth Air Force) und der 9. Luftflotte (Ninth Air Force).

## Ausbildung und Militärtätigkeit
Im Jahr 1955 absolvierte Michael Nelson die Alamo Heights Senior High School in San Antonio, Texas. Über das ROTC-Programm der Stanford University gelangte er im Jahr 1959 in das Offizierskorps der United States Air Force. Dort durchlief er anschließend alle Offiziersränge vom Leutnant bis zum Drei-Sterne-General.
Im Lauf seiner militärischen Karriere absolvierte er verschiedene Kurse und Schulungen. Dazu gehörten unter anderem eine Ausbildung zum Kampfpiloten und weitere Fortbildungskurse als Pilot neuer Flugzeugtypen, die Squadron Officer School auf der Maxwell Air Force Base in Alabama, das Air Command and Staff College, ebenfalls auf der Maxwell AFB, und das National War College in Fort Lesley J. McNair in Washington, D.C. Außerdem erhielt er einen akademischen Grad von der University of Arizona.
Zwischen September 1961 und August 1965 war er in England auf der Royal Air Force Base Lakenheath stationiert. Dort war er Pilot bei der 493. Kampfstaffel (493rd Tactical Fighter Squadron). Danach war er als Flugausbildungsoffizier auf der Luke Air Force Base in Arizona tätig. Anschließend wurde er in der Zeit von Juli 1967 bis zum Juli 1968 im Vietnamkrieg eingesetzt. Dabei war er in Thailand stationiert und zeitweise als Elektronikoffizier tätig. Zwischenzeitlich flog er auch mit der 333. Kampfstaffel (333rd Tactical Fighter Squadron) Einsätze über Nordvietnam.
Nach einem Lehrgang an der University of Arizona wurde Michael Nelson im Oktober 1969 nach Südkorea versetzt. Dort gehörte er bis zum Juni 1971 der Stabsabteilung für Operationen der amerikanischen Luftstreitkräfte für Korea an. Anschließend studierte er bis Mai 1972 am Air Command and Staff College. Daran schloss sich eine Versetzung zur Davis-Monthan Air Force Base in Arizona an. Dort bekleidete er zunächst einige Positionen bei der 358. Kampfstaffel (358th Tactical Fighter Squadron), deren Kommando er in der Folge übernahm.
Nach seinem anschließenden Studium am National War College wurde er im August 1976 zum Stab des Hauptquartiers der Air Force in Washington, D.C. versetzt. Dort war er bis zum April 1979 in verschiedenen Funktionen in dessen Stabsabteilung für Planungen tätig. Danach wurde er nach Alaska auf die Elmendorf Air Force Base beordert. Dort kommandierte er zwischen April 1979 und März 1981 das 21. Taktische Kampfgeschwader (21st Tactical Fighter Wing). Daran schloss sich eine Berufung zum Camp H. M. Smith in Hawaii an. Dort gehörte er bis zum Juni 1983 der Stabsabteilung für Operationen des United States Pacific Commands an. Danach übernahm er auf der Kadena Air Base in Japan das Kommando über die 313. Luftdivision, das er bis Juli 1984 innehatte.
Am 6. Juli 1984 übernahm Michael Nelson auf der Clark Air Base auf den Philippinen als Nachfolger von Kenneth D. Burns das Kommando über die 13. Luftflotte (Thirteenth Air Force). Dieses Amt bekleidete er bis zum 17. Juni 1985, als Gordon E. Williams seine Nachfolge antrat. Seiner Luftflotte unterstanden die amerikanischen Luftstreitkräfte auf den Philippinen, in Thailand und Taiwan. Anschließend kehrte er zum Hauptquartier der Luftwaffe zurück, wo er das Amt des stellvertretenden Generalinspekteurs ausübte.
Seine nächste Berufung führte ihn auf die Ramstein Air Base in Deutschland. Bis zum Juli 1987 bekleidete er dort das Amt des Stabschefs der United States Air Forces in Europe. Es folgte eine Versetzung zum NATO-Hauptquartier in Mons in Belgien. Dort gehörte Nelson bis Juli 1989 dessen Stabsabteilung für Operationen an. Sein nächster Auftrag führte ihn zur Sheppard Air Force Base in Texas, wo er bis zum Januar 1991 das Sheppard Technical Training Center leitete.
Anschließend leitete er bis zum Juni 1992 die Stabsabteilung für Planungen und Operationen im Hauptquartier der Luftwaffe. Sein letzter militärischer Auftrag führte ihn auf die Shaw Air Force Base in South Carolina. Dort erhielt er das Kommando über die 9. Luftflotte (Ninth Air Force) und die dem United States Central Command unterstellten Luftstreitkräfte. Diese Positionen bekleidete er bis zu seiner Pensionierung am 1. August 1994.
Während seiner aktiven Zeit als Militärpilot absolvierte er über 3000 Flugstunden auf verschiedenen Flugzeugtypen.

## Nach der Militärtätigkeit
Nach seiner Pensionierung wurde Michael Nelson Präsident der Reservistenvereinigung The Retired Officers Association (TROA), aus der später die Military Officers Association of America (MOAA) hervorging. Dieses Amt bekleidete er zwischen 1995 und 2002. Der seit 1962 mit Barbie Wigdale (gestorben 2022) verheiratete Offizier starb am 8. Oktober 2024, seinem 87. Geburtstag, und wurde auf dem Nationalfriedhof Arlington beigesetzt. 

## Orden und Auszeichnungen
Michael Nelson erhielt im Lauf seiner militärischen Laufbahn unter anderem folgende Auszeichnungen:
- Air Force Distinguished Service Medal
- Defense Superior Service Medal
- Legion of Merit
- Bronze Star Medal
- Distinguished Flying Cross
- Air Medal
- Meritorious Service Medal
- Air Force Commendation Medal